# Caratteristica (visione artificiale)
In computer vision e elaborazione digitale delle immagini il concetto di caratteristica (in inglese feature) è usato per denotare una parte di informazione che è rilevante per risolvere un obiettivo computazionale in relazione a una certa applicazione.
Nello specifico si riferisce a: il risultato di un'operazione di "vicinanza" (rilevatore di caratteristiche o estrattore di caratteristiche) applicato a un'immagine, strutture specifiche dell'immagine in sé, a punti o linee in un'immagine fino a strutture complesse come oggetti in immagini.
Le caratteristiche possono anche essere in relazione a una sequenza di immagini in movimento, a forme definite in termini di curve o confini tra differenti regioni dell'immagine o a proprietà specifiche di una regione (dell'immagine).
Il concetto di "caratteristica" è molto vario ed ampio e la scelta di una di esse, nella computer vision, dipende molto dallo specifico problema che si sta affrontando.

## Rappresentazione della caratteristica
Una caratteristica d'immagine può essere rappresentata in molti modi: per esempio un contorno può essere rappresentato come una variabile booleana che descrive se il contorno è presente o no in quel punto.
Si può, oppure, rappresentarlo come la combinazione dei valori booleani sulla sua presenza e il suo orientamento.
Analogamente il colore di una regione può essere rappresentato sia come media dei colori (con 3 numeri scalari) che come istogramma dei colori (3 funzioni).
Quando nei sistemi o negli algoritmi di computer vision si progetta la scelta di rappresentazione della caratteristica se vi è un alto livello di dettaglio nella descrizione della caratteristica incrementerà il carico computazionale.
I fattori che sono rilevanti per la scelta di una buona rappresentazione vengono messi in discussione, l'istanza della rappresentazione della caratteristica è chiamata descrittore di caratteristica.

## Il vettore delle caratteristiche
In alcune applicazioni non è sufficiente estrarre solo un tipo di caratteristiche per ottenere informazioni rilevanti dai dati di un'immagine. Si estrarranno più caratteristiche, con più descrittori per ogni punto dell'immagine.
Questi descrittori verranno quindi organizzati in vettori, chiamati vettori delle caratteristiche (in inglese feature vector).
L'insieme di tutti i possibili vettori di caratteristica costituisce lo spazio delle caratteristiche (in inglese feature space).
Quando si applicano Reti neurali all'elaborazione di immagini, i dati in ingresso delle reti neurali sono spesso definiti in termini di vettori di caratteristica per ogni punto dell'immagine.
Durante la fase di apprendimento, le reti possono da sole trovare le combinazioni delle diverse caratteristiche che sono utili alla risoluzione del problema.